# WSG Tirol
Die Wattener Sportgemeinschaft Swarovski Tirol, kurz WSG Tirol, ist ein Fußballverein aus der Tiroler Marktgemeinde Wattens im Bezirk Innsbruck-Land. Die Vereinsfarben sind grün-weiß, die Heimstätte ist das Wattener Gernot-Langes-Stadion, das frühere Wattener Alpenstadion. Ihre Heimspiele trägt die Mannschaft seit der Saison 2019/20 jedoch im Tivoli Stadion Tirol in Innsbruck aus.
Der Verein wurde 1930 gegründet und 1931 als Sportverein Fußballklub Wattens beim Tiroler Fußballverband angemeldet. Seit 1967/68 ist er die Fußballsektion des Gesamtvereins Werksportgemeinschaft Swarovski Wattens. Der Profibetrieb ist aktuell in die Wattener Sportgemeinschaft (WSG) Tirol GmbH ausgegliedert. Diese spielt zurzeit in der Bundesliga.

## Geschichte
| 1930–1938 | 1930–1938                 | 1930–1938                 | 1930–1938                 | 1930–1938                 | 1930–1938                 | 1930–1938                 | 1930–1938                 |
| Saison | Platz (Teiln.)            | Sp                        | S                         | U                         | N                         | Tore                      | Pkt.                      |
| B-Klasse Unterland | B-Klasse Unterland        | B-Klasse Unterland        | B-Klasse Unterland        | B-Klasse Unterland        | B-Klasse Unterland        | B-Klasse Unterland        | B-Klasse Unterland        |
| --- | ------------------------- | ------------------------- | ------------------------- | ------------------------- | ------------------------- | ------------------------- | ------------------------- |
| 1930/31 (1) | nicht teilgenommen        | nicht teilgenommen        | nicht teilgenommen        | nicht teilgenommen        | nicht teilgenommen        | nicht teilgenommen        | nicht teilgenommen        |
| 1931/32 | keine vollständigen Daten | keine vollständigen Daten | keine vollständigen Daten | keine vollständigen Daten | keine vollständigen Daten | keine vollständigen Daten | keine vollständigen Daten |
| 1932/33 (2) | 03. (6)                   | 10                        | 05                        | 02                        | 03                        | 021:18                    | 012                       |
| 1933/34 (2) | 04. (6)                   | 10                        | 05                        | 0                         | 05                        | 023:23                    | 010                       |
| 1934/35 (2) | 04. (6)                   | 10                        | 05                        | 01                        | 04                        | 037:22                    | 011                       |
| 1935/36 (2) | 01. (6)                   | 10                        | 07                        | 03                        | 0                         | 048:13                    | 017                       |
| 1936/37 (3) | 03. (6)                   | 10                        | 06                        | 01                        | 03                        | 027:16                    | 013                       |
| 1937/38 | keine vollständigen Daten | keine vollständigen Daten | keine vollständigen Daten | keine vollständigen Daten | keine vollständigen Daten | keine vollständigen Daten | keine vollständigen Daten |
| Legende |                           |                           |                           |                           |                           |                           |                           |
| | Aufstieg                  |                           |                           |                           |                           |                           |                           |
| (1) 1930: gegründet als SC Wattens (2) 1931–36: Der Verein spielte unter dem Namen SpV FC Wattens. (3) 1937: Der Verein spielte unter dem Namen FC Wattens. |                           |                           |                           |                           |                           |                           |                           |

Der Fußballverein wurde im April 1930 von Arbeitern aus Wattener Industriebetrieben, wie der Glasschleiferei Swarovski, der Papierfabrik Wattens oder der Ziegelei Tonwerk Fritzens mit den Farben grün-weiß gegründet; zu einer Zeit, als der grün-weiße SC Rapid Wien – gegründet als 1. Wiener Arbeiter-Fußball-Club – regierender Meister 1929/30 war. Als Sportverein Fußballklub Wattens (SpV FC Wattens) wurde der Verein 1931 beim Tiroler Fußballverband angemeldet. Ab 1932 spielte der SpV FC Wattens, so wie andere Vereine aus der Region, in der Gruppe Unterland, einer der zweiten Spielstufen des Tiroler Fußballsports. Das schildförmige Gründungswappen bestand aus zwei Hälften, einer vertikal grün-weiß gestreiften linken Hälfte und einer weißen, den Tiroler Adler zeigenden rechten Hälfte, über denen sich ein goldener Balken mit der schwarzen Aufschrift „SP.V. F.C. WATTENS“ befand. In lokalen Medien wie dem Tiroler Anzeiger wurde bereits am 9. Juni 1931 über den SpV FC Wattens geschrieben, als dieser bei einem Jubiläumsturnier des Innsbrucker Peter-Mayer-Bundes teilnahm. Am 13. August 1934 berichtet der Tiroler Anzeiger über einen „anerkennenswerten“ 2:0-Sieg des SpV FC Wattens gegen den FC Wacker Innsbruck.

### 1938–1945: Tiroler Kreisliga (Fußball in der Kriegszeit)
| 1938–1945 | 1938–1945          | 1938–1945          | 1938–1945          | 1938–1945          | 1938–1945          | 1938–1945          | 1938–1945          |
| Saison | Platz (Teiln.)     | Sp                 | S                  | U                  | N                  | Tore               | Pkt.               |
| Kreisliga Tirol | Kreisliga Tirol    | Kreisliga Tirol    | Kreisliga Tirol    | Kreisliga Tirol    | Kreisliga Tirol    | Kreisliga Tirol    | Kreisliga Tirol    |
| --- | ------------------ | ------------------ | ------------------ | ------------------ | ------------------ | ------------------ | ------------------ |
| 1938/39 K1 K2 | 01. (6)            | 05                 | 04                 | 0                  | 01                 | 010:10             | 08                 |
| 1939/40 K2 | nicht teilgenommen | nicht teilgenommen | nicht teilgenommen | nicht teilgenommen | nicht teilgenommen | nicht teilgenommen | nicht teilgenommen |
| 1940/41 K2 (1) | 06. (6)            | 06                 | 02                 | 01                 | 03                 | 016:31             | 05                 |
| 1941/42 K2 | nicht teilgenommen | nicht teilgenommen | nicht teilgenommen | nicht teilgenommen | nicht teilgenommen | nicht teilgenommen | nicht teilgenommen |
| 1942/43 K2 | nicht teilgenommen | nicht teilgenommen | nicht teilgenommen | nicht teilgenommen | nicht teilgenommen | nicht teilgenommen | nicht teilgenommen |
| 1944 | nicht teilgenommen | nicht teilgenommen | nicht teilgenommen | nicht teilgenommen | nicht teilgenommen | nicht teilgenommen | nicht teilgenommen |
| 1945 | nicht ausgetragen  | nicht ausgetragen  | nicht ausgetragen  | nicht ausgetragen  | nicht ausgetragen  | nicht ausgetragen  | nicht ausgetragen  |
| K1 Änderung des Meisterschaftsmodus und Umbenennung der Liga. K2 Meisterschaft wurde abgebrochen. (1) 1940/41: Umbenennung in DTSG Wattens |                    |                    |                    |                    |                    |                    |                    |

In der Zeit des Zweiten Weltkrieges gelang es dem Verein kaum, eine Auswahl zu stellen. Nur in der Saison 1938/39 und 1940/41 nahm man an einer Meisterschaft teil. In der Saison 1940/41 wurde, bedingt durch das NS-Regime, ein Namenswechsel zu Deutsche Turn- und Sportgemeinschaft (DTSG Wattens) durchgeführt.

### 1946–1950: Nachkriegszeit
| 1946–1950 | 1946–1950        | 1946–1950        | 1946–1950        | 1946–1950        | 1946–1950        | 1946–1950        | 1946–1950        |
| Saison | Platz (Teiln.)   | Sp               | S                | U                | N                | Tore             | Pkt.             |
| Klasse Unterland | Klasse Unterland | Klasse Unterland | Klasse Unterland | Klasse Unterland | Klasse Unterland | Klasse Unterland | Klasse Unterland |
| --- | ---------------- | ---------------- | ---------------- | ---------------- | ---------------- | ---------------- | ---------------- |
| 1946 K1 (1) | 05. (7)          | 06               | 02               | 01               | 03               | 08:16            | 05               |
| 1946/47 K1 | 05. (10)         | 18               | 09               | 04               | 05               | 071:35           | 022              |
| 1947/48 | 02. (9)          | 16               | 12               | 0                | 04               | 079:23           | 014              |
| 1948/49 | 01. (9)          | 16               | 16               | 0                | 0                | 098:07           | 032              |
| 1. Klasse |                  |                  |                  |                  |                  |                  |                  |
| 1949/50 | 04. (8)          | 14               | 09               | 03               | 05               | 042:28           | 015              |
| 1. Klasse Unterland |                  |                  |                  |                  |                  |                  |                  |
| 1950/51 | 01. (10)         | 10               | 09               | 01               | 0                | 041:16           | 019              |
| Legende |                  |                  |                  |                  |                  |                  |                  |
| | Aufstieg         |                  |                  |                  |                  |                  |                  |
| K1 Änderung des Meisterschaftsmodus und Umbenennung der Liga. (1) 1946: Der Verein spielte unter dem Namen SpV FC Wattens |                  |                  |                  |                  |                  |                  |                  |

In der Nachkriegszeit benannte sich der Verein wieder in SpV FC Wattens zurück und spielte in der Klasse Unterland.

### 1950–1960: Aufstieg in die Arlbergliga
| 1950–1960                                                                                            | 1950–1960          | 1950–1960          | 1950–1960          | 1950–1960          | 1950–1960          | 1950–1960          | 1950–1960          |
| Saison                                                                                               | Platz (Teiln.)     | Sp                 | S                  | U                  | N                  | Tore               | Pkt.               |
| Tiroler Landesliga                                                                                   | Tiroler Landesliga | Tiroler Landesliga | Tiroler Landesliga | Tiroler Landesliga | Tiroler Landesliga | Tiroler Landesliga | Tiroler Landesliga |
| --- | ------------------ | ------------------ | ------------------ | ------------------ | ------------------ | ------------------ | ------------------ |
| 1951/52 K1                                                                                           | 02. (8)            | 14                 | 10                 | 01                 | 03                 | 056:17             | 021                |
| 1952/53 (1)                                                                                          | 01. (8)            | 14                 | 11                 | 03                 | 07                 | 051:12             | 025                |
| Arlbergliga                                                                                          |                    |                    |                    |                    |                    |                    |                    |
| 1953/54                                                                                              | 04. (12)           | 20                 | 08                 | 05                 | 07                 | 039:40             | 021                |
| 1954/55                                                                                              | 02. (12)           | 22                 | 15                 | 01                 | 06                 | 058:30             | 031                |
| 1955/56                                                                                              | 03. (12)           | 22                 | 10                 | 07                 | 05                 | 048:39             | 027                |
| 1956/57                                                                                              | 06. (12)           | 22                 | 10                 | 03                 | 09                 | 063:50             | 023                |
| 1957/58                                                                                              | 03. (12)           | 22                 | 14                 | 03                 | 05                 | 061:35             | 031                |
| 1958/59                                                                                              | 06. (12)           | 22                 | 11                 | 01                 | 10                 | 055:32             | 023                |
| 1959/60                                                                                              | 04. (12)           | 22                 | 13                 | 04                 | 05                 | 072:27             | 030                |
| Legende                                                                                              |                    |                    |                    |                    |                    |                    |                    |
| | Aufstieg           |                    |                    |                    |                    |                    |                    |

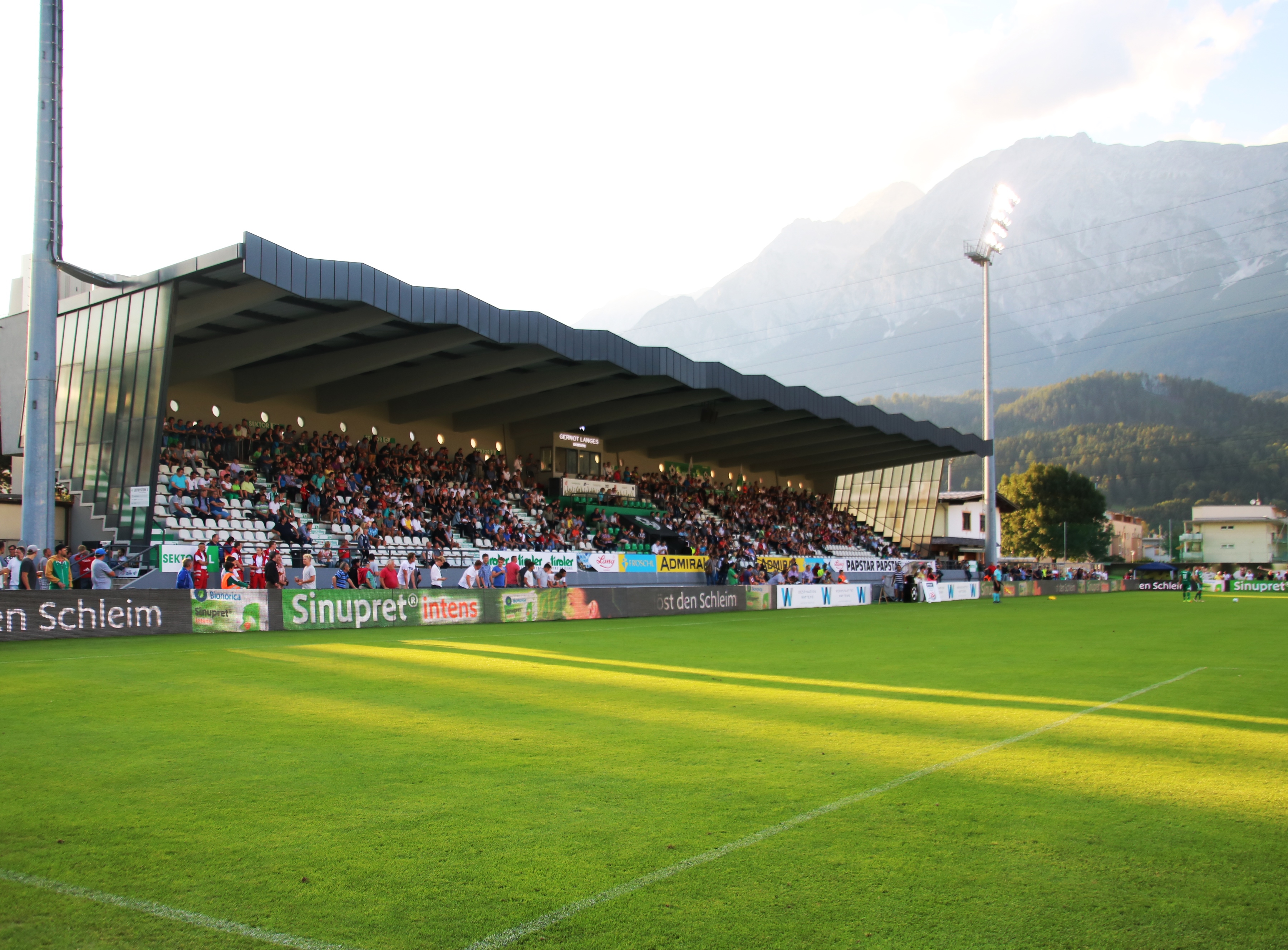
Das 1959 eröffnete Gernot-Langes-Stadion in Wattens.

| K1 Änderung des Meisterschaftsmodus und Umbenennung der Liga. (1) 1952/53: Umbenennung in SV Wattens |                    |                    |                    |                    |                    |                    |                    |

Nach einer Ligareform 1950/51 spielte der Verein noch immer in der Klasse Unterland. In der Saison 1951/52 belegte der SpV FC Wattens den zweiten Platz in der Landesliga Tirol. Als Tiroler Landesmeister konnte der Sportverein Fußballklub Wattens (nun SV Wattens abgekürzt) 1953 erstmals in die zweitklassige Arlbergliga aufsteigen und belegte dort den vierten Platz.

### 1960–1971: Regionalliga und Nationalliga
| 1960–1971 | 1960–1971         | 1960–1971         | 1960–1971         | 1960–1971         | 1960–1971         | 1960–1971         | 1960–1971         |
| Saison | Platz (Teiln.)    | Sp                | S                 | U                 | N                 | Tore              | Pkt.              |
| Regionalliga West | Regionalliga West | Regionalliga West | Regionalliga West | Regionalliga West | Regionalliga West | Regionalliga West | Regionalliga West |
| --- | ----------------- | ----------------- | ----------------- | ----------------- | ----------------- | ----------------- | ----------------- |
| 1960/61 K1 | 06. (12)          | 22                | 11                | 04                | 07                | 048:44            | 026               |
| 1961/62 | 04. (12)          | 22                | 11                | 05                | 06                | 048:39            | 027               |
| 1962/63 | 02. (12)          | 22                | 12                | 05                | 05                | 065:31            | 029               |
| 1963/64 | 08. (12)          | 22                | 07                | 05                | 10                | 036:38            | 019               |
| 1964/65 | 03. (12)          | 22                | 12                | 05                | 05                | 049:28            | 029               |
| 1965/66 | 03. (12)          | 22                | 14                | 05                | 03                | 055:26            | 033               |
| 1966/67 | 03. (12)          | 22                | 13                | 04                | 05                | 039:19            | 030               |
| 1967/68 (1) | 01. (14)          | 26                | 19                | 05                | 02                | 051:16            | 043               |
| Nationalliga |                   |                   |                   |                   |                   |                   |                   |
| 1968/69 | 12. (15)          | 28                | 07                | 08                | 13                | 032:35            | 022               |
| 1969/70 | 07. (16)          | 30                | 12                | 07                | 11                | 045:35            | 031               |
| 1970/71 | 08. (16)          | 30                | 12                | 07                | 11                | 050:45            | 031               |
| Legende |                   |                   |                   |                   |                   |                   |                   |
| | Aufstieg          |                   |                   |                   |                   |                   |                   |
| | Abstieg           |                   |                   |                   |                   |                   |                   |
| K1 Änderung des Meisterschaftsmodus und Umbenennung der Liga. K2 Meisterschaft wurde abgebrochen. (1) 1967/68: Umbenennung in WSG Wattens |                   |                   |                   |                   |                   |                   |                   |

Die Tiroler konnten sich in der Folgezeit in der zweithöchsten Leistungsstufe etablieren und konnten diese schließlich in der Saison 1967/68 erstmals als Werksportgemeinschaft Swarovski Wattens (WSG Swarovski Wattens), für sich entscheiden. Zum damaligen Zeitpunkt war die Arlbergliga bereits durch die Regionalliga West ersetzt worden und als Meister hatte der SV Wattens direktes Aufstiegsrecht in die Nationalliga. Nachdem der Verein in der ersten Saison noch gegen den Abstieg gekämpft hatte, konnte er sich aber bald in der neuen Liga etablieren. Eine wichtige Spielerverpflichtung kam im Sommer 1969 mit jener von Hans Küppers zustande.

### 1971–1985: Die Spielgemeinschaft mit Wacker Innsbruck
| 1971–1985                                                     | 1971–1985      | 1971–1985 | 1971–1985 | 1971–1985 | 1971–1985 | 1971–1985 | 1971–1985 |
| Saison                                                        | Platz (Teiln.) | Sp        | S         | U         | N         | Tore      | Pkt.      |
| ------------------------------------------------------------- | -------------- | --------- | --------- | --------- | --------- | --------- | --------- |
| Platzierungen der SpG Wattens-Wacker Innsbruck                |                |           |           |           |           |           |           |
| Gebietsliga Ost                                               |                |           |           |           |           |           |           |
| 1971/72                                                       | 02. (14)       | 26        | 18        | 02        | 06        | 063:28    | 038       |
| Gebietsliga Mitte                                             |                |           |           |           |           |           |           |
| 1972/73 K1                                                    | 02. (10)       | 18        | 12        | 04        | 02        | 064:20    | 028       |
| 1973/74                                                       | 01. (10)       | 18        | 15        | 01        | 02        | 085:09    | 038       |
| Tiroler Amateurliga                                           |                |           |           |           |           |           |           |
| 1974/75 K1                                                    | 01. (10)       | 20        | 18        | 02        | 0         | 084:15    | 038       |
| Tiroler Landesliga                                            |                |           |           |           |           |           |           |
| 1975/76                                                       | 01. (12)       | 22        | 17        | 03        | 02        | 055:15    | 037       |
| 1975/76                                                       | 02. (3)        | 04        | 03        | 0         | 01        | 08:3      | 06        |
| 1976/77                                                       | 01. (12)       | 22        | 15        | 06        | 01        | 056:21    | 036       |
| Alpenliga                                                     |                |           |           |           |           |           |           |
| 1977/78 K1                                                    | 03. (14)       | 26        | 13        | 06        | 07        | 040:25    | 032       |
| 1978/79                                                       | 05. (14)       | 26        | 12        | 05        | 09        | 043:31    | 029       |
| 1979/80                                                       | 02. (14)       | 26        | 16        | 06        | 04        | 061:24    | 038       |
| Regionalliga West                                             |                |           |           |           |           |           |           |
| 1980/81 K1                                                    | 03. (14)       | 26        | 13        | 07        | 06        | 041:24    | 033       |
| 1981/82                                                       | 0.2 (14)       | 26        | 14        | 05        | 07        | 058:29    | 033       |
| 2. Division                                                   |                |           |           |           |           |           |           |
| 1982/83                                                       | 13. (16)       | 30        | 06        | 13        | 11        | 031:38    | 025       |
| 1983/84                                                       | 11. (16)       | 30        | 09        | 11        | 10        | 044:37    | 029       |
| 1984/85                                                       | 10. (16)       | 30        | 11        | 08        | 11        | 037:41    | 030       |
| Legende                                                       |                |           |           |           |           |           |           |
|                                                               | Aufstieg       |           |           |           |           |           |           |
|                                                               | Abstieg        |           |           |           |           |           |           |
| K1 Änderung des Meisterschaftsmodus und Umbenennung der Liga. |                |           |           |           |           |           |           |

1971 gelang es, mit dem zweiten Tiroler Erstligisten, dem FC Wacker Innsbruck, eine Spielgemeinschaft einzugehen. Die Zeit als SpG Wattens-Wacker Innsbruck bildet die erfolgreichste in der Vereinsgeschichte, während die zweite Mannschaft von Wattens, die SpG Amateure Wattens, im Tiroler Unterhaus startete. Mit Peter und Friedrich Koncilia, Walter Skocik, Roland Hattenberger, Helmut Siber, Manfred Gombasch und Günther Rinker kamen zahlreiche Spieler in die neue gemeinsame Mannschaft, die zu Stammspielern der späteren Meisterelf wurden. Auch wenn diese heute vor allem als „Wacker-Spieler“ in Erinnerung geblieben sind, kamen sie doch vonseiten Wattens. Friedl Koncilia war der einzige unter ihnen gewesen, der bereits vor der Zeit der Spielgemeinschaft in der österreichischen Nationalmannschaft als erster Fußballer der WSG Wattens gespielt hatte.
Die Spielgemeinschaft wurde bald zur erfolgreichsten Mannschaft im österreichischen Fußball. In den Jahren 1972, 1973, 1975 und 1977 eroberten die Tiroler jeweils den österreichischen Meistertitel in der Bundesliga und siegten auch viermal im ÖFB-Cup (1973, 1975, 1978 und 1979). In diese erfolgreiche Zeit fallen auch zwei Mitropapokalsiege. Im Finale von 1975 besiegte die SpG Wattens-Wacker Innsbruck den ungarischen Verein Honved Budapest zu Hause mit 3:1 und auswärts mit 2:1. Im darauf folgenden Jahr 1976 wartete im Finale Velež Mostar auf die Spielgemeinschaft. Wattens-Wacker Innsbruck feierte mit zwei 3:1-Erfolgen über die Jugoslawen den zweiten Mitropapokalsieg. In der Saison 1977/78 gelangen auch nennenswerte Erfolge im Europacup mit Siegen gegen den FC Basel, Celtic Glasgow und Borussia Mönchengladbach. Nach zahlreichen Abgängen, dem zwischenzeitlichen Abstieg in die 2. Division und wirtschaftlichen Schwierigkeiten kam es 1986 zur Trennung der Spielgemeinschaft mit Wacker, wo der FC Swarovski Tirol die erste Mannschaft in der Bundesliga übernahm. Der WSG Wattens gelang ihrerseits bereits in der Saison 1981/82 als Zweiter der Regionalliga West der Aufstieg in die 2. Division.

### 1985–2002: Zwischen zweiter und dritter Liga
| 1985–2002                                                                                                 | 1985–2002         | 1985–2002         | 1985–2002         | 1985–2002         | 1985–2002         | 1985–2002         | 1985–2002         |
| Saison | Platz (Teiln.)    | Sp                | S                 | U                 | N                 | Tore              | Pkt.              |
| Regionalliga West                                                                                         | Regionalliga West | Regionalliga West | Regionalliga West | Regionalliga West | Regionalliga West | Regionalliga West | Regionalliga West |
| --- | ----------------- | ----------------- | ----------------- | ----------------- | ----------------- | ----------------- | ----------------- |
| 1985/86 K1                                                                                                | 02. (14)          | 26                | 19                | 01                | 06                | 067:33            | 039               |
| 1986/87                                                                                                   | 03. (14)          | 26                | 12                | 06                | 08                | 050:32            | 030               |
| 1987/88                                                                                                   | 02. (14)          | 26                | 17                | 04                | 05                | 067:21            | 038               |
| 1988/89                                                                                                   | 01. (14)          | 26                | 16                | 05                | 05                | 061:28            | 037               |
| 2. Division / Unteres Play-off                                                                            |                   |                   |                   |                   |                   |                   |                   |
| 1989/90                                                                                                   | 07. (12)          | 22                | 07                | 07                | 08                | 023:26            | 021 (11)          |
| 1989/90                                                                                                   | 02. (8)           | 36                | 14                | 10                | 12                | 045:45            | 028               |
| 1990/91                                                                                                   | 08. (12)          | 22                | 06                | 08                | 08                | 036:42            | 020               |
| 1990/91                                                                                                   | 03. (8)           | 36                | 11                | 13                | 12                | 055:59            | 025               |
| 1991/92                                                                                                   | 05. (12)          | 22                | 10                | 04                | 08                | 028:25            | 024 (12)          |
| 1991/92                                                                                                   | 02. (8)           | 36                | 16                | 08                | 12                | 042:39            | 028               |
| 1992/93                                                                                                   | 11. (12)          | 22                | 07                | 04                | 11                | 023:31            | 018 (9)           |
| 1992/93                                                                                                   | 07. (8)           | 36                | 10                | 11                | 15                | 047:53            | 022               |
| 2. Division                                                                                               |                   |                   |                   |                   |                   |                   |                   |
| 1993/94                                                                                                   | 15. (16)          | 30                | 03                | 07                | 20                | 025:67            | 13                |
| Regionalliga West                                                                                         |                   |                   |                   |                   |                   |                   |                   |
| 1994/95                                                                                                   | 01. (8)           | 14                | 07                | 05                | 02                | 027:15            | 019               |
| 2. Division                                                                                               |                   |                   |                   |                   |                   |                   |                   |
| 1995/96 K2                                                                                                | 09. (16)          | 30                | 07                | 15                | 08                | 034:34            | 036               |
| 1996/97                                                                                                   | 11. (16)          | 30                | 10                | 08                | 12                | 041:45            | 038               |
| 1997/98                                                                                                   | 12. (15)          | 28                | 08                | 10                | 10                | 032:36            | 034               |
| Regionalliga West                                                                                         |                   |                   |                   |                   |                   |                   |                   |
| 1998/99                                                                                                   | 01. (16)          | 30                | 24                | 04                | 02                | 104:28            | 076               |
| 2. Division                                                                                               |                   |                   |                   |                   |                   |                   |                   |
| 1999/2000                                                                                                 | 08. (10)          | 36                | 10                | 08                | 18                | 052:66            | 038               |
| 2000/01                                                                                                   | 10. (10)          | 36                | 08                | 10                | 18                | 039:62            | 034               |
| Regionalliga West                                                                                         |                   |                   |                   |                   |                   |                   |                   |
| 2001/02                                                                                                   | 02. (16)          | 30                | 20                | 05                | 05                | 077:31            | 065               |
| Legende                                                                                                   |                   |                   |                   |                   |                   |                   |                   |
| | Aufstieg          |                   |                   |                   |                   |                   |                   |
| | Abstieg           |                   |                   |                   |                   |                   |                   |
| K1 Änderung des Meisterschaftsmodus und Umbenennung der Liga. K2 1995/96: Einführung der Dreipunkteregel. |                   |                   |                   |                   |                   |                   |                   |

Wattens konnte sich bis zur Einführung des Play-off-Systems 1985 in der 2. Division halten und scheiterte in der Regionalliga West als Vizemeister 1986, 1988 nur knapp am Wiederaufstieg, ehe dieser eine Saison später gelang. In dieser Zeit spielten unter anderem Robert Wazinger und Roland Kirchler, die später nach Innsbruck gingen und auch in der Nationalmannschaft zum Einsatz kamen. Wattens hielt sich diesmal bis 1994 in der zweiten Spielstufe, nach nur einem Jahr in der Regionalliga meldete sich der Verein jedoch mit dem sofortigen Wiederaufstieg zurück. Mit der Zweitligareform von 1998 kam jedoch erneut der Gang in die Regionalliga West. Es folgte der fast obligatorische Wiederaufstieg nur eine Saison später. Die Tiroler hielten sich nun bis 2001 in der zweiten Spielklasse, dem Abstieg folgte dieses Mal jedoch nur der Vizemeistertitel.

### 2002–2003: Spielgemeinschaft mit FC Wacker Tirol
| 2002–2003         | 2002–2003                        | 2002–2003         | 2002–2003         | 2002–2003         | 2002–2003         | 2002–2003         | 2002–2003         |
| Saison            | Platz (Teiln.)                   | Sp                | S                 | U                 | N                 | Tore              | Pkt.              |
| Regionalliga West | Regionalliga West                | Regionalliga West | Regionalliga West | Regionalliga West | Regionalliga West | Regionalliga West | Regionalliga West |
| ----------------- | -------------------------------- | ----------------- | ----------------- | ----------------- | ----------------- | ----------------- | ----------------- |
| 2002/03           | 01. (16)                         | 30                | 26                | 02                | 02                | 101:17            | 080               |
| Legende           |                                  |                   |                   |                   |                   |                   |                   |
|                   | Aufstieg mit dem FC Wacker Tirol |                   |                   |                   |                   |                   |                   |

In der Saison 2002/03 trat man mit dem neu gegründeten FC Wacker Tirol als Spielgemeinschaft auf und wurde wiederum Meister der Regionalliga West.

### 2003–2016: Zwischen dritter und vierter Liga
| 2003–2016                      | 2003–2016                                                 | 2003–2016    | 2003–2016    | 2003–2016    | 2003–2016    | 2003–2016    | 2003–2016    |
| Saison                         | Platz (Teiln.)                                            | Sp           | S            | U            | N            | Tore         | Pkt.         |
| Tiroler Liga                   | Tiroler Liga                                              | Tiroler Liga | Tiroler Liga | Tiroler Liga | Tiroler Liga | Tiroler Liga | Tiroler Liga |
| ------------------------------ | --------------------------------------------------------- | ------------ | ------------ | ------------ | ------------ | ------------ | ------------ |
| 2003/04                        | 04. (16)                                                  | 30           | 14           | 09           | 07           | 071:47       | 051          |
| 2004/05                        | 01. (16)                                                  | 30           | 24           | 02           | 04           | 115:33       | 074          |
| Regionalliga West              |                                                           |              |              |              |              |              |              |
| 2005/06                        | 04. (16)                                                  | 30           | 16           | 05           | 09           | 059:42       | 053          |
| 2006/07                        | 03. (16)                                                  | 30           | 17           | 05           | 08           | 058:30       | 056          |
| 2007/08                        | 05. (16)                                                  | 30           | 15           | 02           | 13           | 054:42       | 047          |
| 2008/09                        | 02. (16)                                                  | 30           | 16           | 10           | 04           | 085:39       | 058          |
| 2009/10                        | 02. (16)                                                  | 30           | 18           | 07           | 05           | 078:39       | 061          |
| Regionalliga West / Relegation |                                                           |              |              |              |              |              |              |
| 2010/11                        | 02. (16)                                                  | 30           | 18           | 05           | 07           | 064:40       | 059          |
| 2010/11                        | FC Blau-Weiß Linz – WSG Wattens 0:1 / 1:0 n. V. 4:3 i. E. |              |              |              |              |              |              |
| 2011/12                        | 01. (16)                                                  | 30           | 23           | 07           | 0            | 067:14       | 076          |
| 2011/12                        | WSG Wattens – SV Horn 1:5 / 0:4                           |              |              |              |              |              |              |
| Regionalliga West              |                                                           |              |              |              |              |              |              |
| 2012/13                        | 03. (16)                                                  | 30           | 18           | 05           | 07           | 073:49       | 059          |
| 2013/14                        | 02. (16)                                                  | 30           | 22           | 04           | 04           | 088:36       | 070          |
| 2014/15                        | 02. (16)                                                  | 30           | 21           | 06           | 03           | 081:22       | 069          |
| 2015/16                        | 01. (16)                                                  | 30           | 24           | 03           | 03           | 081:18       | 075          |
| Legende                        |                                                           |              |              |              |              |              |              |
|                                | Aufstieg                                                  |              |              |              |              |              |              |

Mit dem Aufstieg war jedoch die Lösung der Spielgemeinschaft verbunden. Der FC Wacker nahm das Aufstiegsrecht wahr, die Werksportgemeinschaft Wattens spielte nach dem Aufstieg der II. Mannschaft in der Tiroler Liga. Nach dem Tiroler Meistertitel von 2005 spielt die WSG Wattens wieder in der Regionalliga West und hat sich nun den Aufstieg in die Erste Liga zum Ziel gesetzt. Diesen verfehlte der Klub als Vizemeister der Regionalliga West 2008/09 nur knapp. In der Saison 2010/11 verpassten sie den Aufstieg in der Relegation gegen Blau-Weiß Linz nach einem 1:0-Auswärtssieg und einem 0:1 im Rückspiel nach Verlängerung im Elfmeterschießen mit 3:4 erneut.
In der Saison 2011/12 gelang es den Wattenern unter Trainer Roland Kirchler mit sechs Punkten Vorsprung auf den zweitplatzierten USK Anif, den Meistertitel der Regionalliga West zu erobern. Dabei vollbrachte die Mannschaft das Kunststück, in sämtlichen 30 Spielen der Saison ungeschlagen zu bleiben. Damit qualifizierten sich die Tiroler für die Relegationsspiele gegen den SV Horn, den Vertreter der Regionalliga Ost. Die Niederösterreicher erwiesen sich aber als zu stark, die Wattener verloren das Heimspiel vor 3.000 Zuschauern mit 1:5 und unterlagen auswärts mit 0:4.

Die Start in die Saison 2013/14 verlief für die Wattener wenig erfreulich, nach 20 Spielen hatte der FC Wacker nur magere 16 Punkte auf dem Konto. Der Verein entließ daher Trainer Kirchler am 16. Dezember 2013. Neuer Trainer wurde Thomas Silberberger. Er konnte mit dem Team 2014 mit einem 5:1-Erfolg gegen den FC Kitzbühel den Tiroler Cup gewinnen. 2014 und 2015 belegte man jeweils den 2. Platz in der Regionalliga West. In der Saison 2015/16 schaffte man überlegen den ersten Platz in der Regionalliga West. Das Relegationsspiel zwischen WSG Wattens und FC Blau-Weiß Linz wurde abgesagt, da der SV Grödig zum Amateurklub geworden war und der SV Austria Salzburg sowie der SK Austria Klagenfurt die Lizenz nicht erhalten hatten.

### 2016–2019: Erste Liga
| 2016–2019                                                     | 2016–2019      | 2016–2019  | 2016–2019  | 2016–2019  | 2016–2019  | 2016–2019  | 2016–2019  |
| Saison                                                        | Platz (Teiln.) | Sp         | S          | U          | N          | Tore       | Pkt.       |
| Erste Liga                                                    | Erste Liga     | Erste Liga | Erste Liga | Erste Liga | Erste Liga | Erste Liga | Erste Liga |
| ------------------------------------------------------------- | -------------- | ---------- | ---------- | ---------- | ---------- | ---------- | ---------- |
| 2016/17                                                       | 05. (10)       | 36         | 13         | 12         | 11         | 56:54      | 51         |
| 2017/18                                                       | 07. (10)       | 36         | 10         | 10         | 16         | 45:56      | 40         |
| 2. Liga                                                       |                |            |            |            |            |            |            |
| 2018/19 K1                                                    | 01. (16)       | 30         | 19         | 08         | 03         | 59:26      | 65         |
| Legende                                                       |                |            |            |            |            |            |            |
|                                                               | Aufstieg       |            |            |            |            |            |            |
| K1 Änderung des Meisterschaftsmodus und Umbenennung der Liga. |                |            |            |            |            |            |            |

Nach 15 Jahren Pause spielte die Werksportgemeinschaft Wattens wieder in der zweithöchsten Spielstufe. Die erste Saison 2016/17 beendete der Neuling auf Platz 5, 2017/18 beendete man als Siebter und schon in der dritten Saison 2018/19 konnten die Tiroler die Meisterschaft in der zweiten Liga feiern und stieg in die Bundesliga auf.

### 2019–heute: Bundesliga
| 2019–heute | 2019–heute                             | 2019–heute                             | 2019–heute                             | 2019–heute                             | 2019–heute                             | 2019–heute                             | 2019–heute                             |
| Saison | Platz (Teiln.)                         | Sp                                     | S                                      | U                                      | N                                      | Tore                                   | Pkt.                                   |
| Bundesliga / Quali- od. Meister-Gruppe                                                                                              | Bundesliga / Quali- od. Meister-Gruppe | Bundesliga / Quali- od. Meister-Gruppe | Bundesliga / Quali- od. Meister-Gruppe | Bundesliga / Quali- od. Meister-Gruppe | Bundesliga / Quali- od. Meister-Gruppe | Bundesliga / Quali- od. Meister-Gruppe | Bundesliga / Quali- od. Meister-Gruppe |
| --- | -------------------------------------- | -------------------------------------- | -------------------------------------- | -------------------------------------- | -------------------------------------- | -------------------------------------- | -------------------------------------- |
| 2019/20 (1) | 12. (12)                               | 32                                     | 06                                     | 08                                     | 18                                     | 34:66                                  | 16                                     |
| 2020/21 | 06. (12)                               | 32                                     | 10                                     | 08                                     | 14                                     | 53:60                                  | 23                                     |
| 2021/22 (2) | 07. (12)                               | 32                                     | 10                                     | 10                                     | 12                                     | 46:58                                  | 28                                     |
| 2022/23 | 09. (12)                               | 32                                     | 10                                     | 08                                     | 14                                     | 44:53                                  | 24                                     |
| 2023/24 | 11. (12)                               | 32                                     | 07                                     | 05                                     | 20                                     | 29:54                                  | 19                                     |
| (1) 2019/20: Umbenennung in Wattener Sportgemeinschaft Swarovski Tirol (2) 2021/22: Umbenennung in Wattener Sportgemeinschaft Tirol |                                        |                                        |                                        |                                        |                                        |                                        |                                        |

Am 4. Juni 2019 machte Diana Langes-Swarovski die Umbenennung in Wattener Sportgemeinschaft Swarovski Tirol in einem Interview mit dem ORF-Landesstudio Tirol öffentlich. Da das Gernot-Langes-Stadion nicht bundesliga-tauglich ist und umgebaut wird, trägt die Mannschaft ihre Heimspiele seither im Tivoli Stadion Tirol in Innsbruck aus. Der für den Arbeiterverein identitätsstiftende Namensbestandteil Werksportgemeinschaft wird seither nur mehr für die übrigen Sektionen des Gesamtvereins verwendet.
Die Neulings-Saison 2019/20 endete zwar mit dem letzten Platz, doch der SV Mattersburg zog sein Team zurück und der WSG blieb der Zweitligaabstieg erspart. Die zweite Saison 2020/21 beendete das Team mit einem hervorragenden 6. Platz und auch im ÖFB-Cup kam das Team bis ins Viertelfinale, wo man gegen den Zweitligisten SC Austria Lustenau im Elfmeterschießen (2:2 / 3:3 n. V. / 3:5 i. E.) ausscheiden musste.
Am 21. Juni 2021 wurde auf der Homepage der Ausstieg des bisherigen Hauptsponsors Swarovski sowie die damit verbundene Anpassung des Vereinswappen bekannt gegeben.
In der Saison 2021/22 wurde man Siebter, 2022/23 Neunter. In der Saison 2023/24 entging man als zweitletzter nur knapp dem Abstieg und Trainer Silberberger trat anschließend nach elf Jahren als WSG-Trainer von seinem Amt zurück.
Zur Saison 2024/25 wurde Philipp Semlic als neuer Trainer verpflichtet. Die Tiroler holten im Grunddurchgang lediglich vier Siege aus 22 Spielen und standen nur drei Punkte vor dem letzten Platz. In der Qualifikationsgruppe wurde dann jedoch einige Runden vor Schluss mit einem 4:1-Sieg beim späteren Absteiger Austria Klagenfurt der Klassenerhalt fixiert.
Der Startschuss in die Saison 2025/26 fiel am 25. Juli mit einem Cup-Spiel gegen Traiskirchen, das mit 4:0 gewonnen wurde. Eine Woche darauf ging der erste Spieltag der Bundesliga über die Bühne. Der WSG Tirol gelang ein 4:2-Heimsieg über TSV Hartberg. Eine Woche später setzten sich Wattens etwas überraschend mit 3:1 gegen LASK Linz durch, hält somit nach zwei Spieltagen beim Punktemaximum und lacht von der Tabellenspitze.

### Wappenhistorie

WSG Swarovski Wattens (bis 1994)
SpG Wattens-Wacker Innsbruck (1971–1975)
SpG Wattens-Wacker Innsbruck (1975–1979)
SpG Wattens-Wacker Innsbruck (1979–1986)
WSG Swarovski Wattens (1995 bis 2003)
WSG Swarovski Wattens (2003 bis 2019)
WSG Swarovski Tirol (seit 2019)

### Präsidenten
| - 1930–1946: Daniel Swarovski P1 - 1946–1967: Daniel Swarovski II P1 - 1967–31. August 2013: Gernot Langes-Swarovski - seit 1. September 2013: Diana Langes-Swarovski |

### Sportlicher Leiter
Sportlicher Leiter der Herren seit 2006:
| - 1. Juli 2006–27. September 2013: Robert Auer - seit 1. Juli 2014: Stefan Köck |

### Trainer
Trainer der Kampfmannschaft seit 1970:
| - 1. Juli 1964 bis 9. März 1970: Fritz Pfister - 10. März 1970 bis 30. Juni 1971: Edi Frühwirth .... - 1. Juli 1989 bis 30. Juni 1990: Hugo Perwein - 1. Juli 1990 bis 30. Juni 1991: Helmut Kraft - 1. Juli 1991 bis 30. Juni 1994: Günther Rinker - 1. Juli 1994 bis 30. Juni 1997: Friedrich Peer - 1. Juli 1997 bis 9. Mai 2000: Wolfgang Schwarz - 10. Mai 2000 bis 30. Juni 2001: Günther Steinlechner - 1. Juli 2001 bis 31. Dezember 2001: Fuad Đulić - 1. Januar 2002 bis 30. Juni 2002: Michael Streiter - 1. Juli 2002 bis 30. Juni 2004: Robert Auer .... | - 1. Juli 2005 bis 9. November 2005: Georg Saringer - 1. Januar 2006 bis 30. Juni 2007: Thomas Pfeiler - 1. Juli 2007 bis 11. November 2007: Klaus Schuster - 30. November 2007 bis 30. Juni 2008: Robert Auer - 1. Juli 2008 bis 16. Oktober 2012: Roland Kirchler - 17. Oktober 2012 bis 30. Juni 2013: Robert Wazinger - 1. Juli 2013 bis 30. Juni 2024: Thomas Silberberger |

## Kampfmannschaft

### Trainerteam
Stand: 1. Juli 2024
| Funktion        | Name              | Geburtsdatum | Nationalität | beim Verein seit | letzter Verein |
| --------------- | ----------------- | ------------ | ------------ | ---------------- | -------------- |
| Trainer         | Philipp Semlic    | 21.04.1983   | Osterreich   | 2024             | SKN St. Pölten |
| Co-Trainer      | Martin Švejnoha   | 25.11.1977   | Tschechien   | 2017             | Spieler        |
| Tormanntrainer  | Mischa Todeschini | 15.09.1975   | Osterreich   | 2021             | SV Kematen     |
| Tormanntrainer  | Ferdinand Oswald  | 05.10.1990   | Deutschland  | 2024             | Spieler        |
| Athletiktrainer | Michael Öhlknecht | 15.12.1994   | Osterreich   | 2024             | AKA Sturm Graz |

### Aktueller Kader
Stand: 23. Juli 2025
| Rücken- nummer | Name                 | Geburtsdatum | Nationalität       | beim Verein seit | letzter Verein              |
| Torhüter       | Torhüter             | Torhüter     | Torhüter           | Torhüter         | Torhüter                    |
| -------------- | -------------------- | ------------ | ------------------ | ---------------- | --------------------------- |
| 01             | Paul Schermer        | 04.04.2004   | Osterreich         | 07/2021          | AKA Tirol                   |
| 13             | Alexander Eckmayr    | 06.07.1999   | Osterreich         | 07/2024          | SCR Altach                  |
| 40             | Adam Stejskal        | 28.03.2002   | Tschechien         | 07/2023          | FC Red Bull Salzburg        |
| Verteidigung   |                      |              |                    |                  |                             |
| 03             | David Gugganig       | 10.02.1997   | Osterreich         | 07/2023          | Wolfsberger AC              |
| 05             | Jamie Lawrence       | 10.11.2002   | Deutschland        | 07/2024          | FC Bayern München           |
| 06             | Lukas Sulzbacher     | 06.04.2000   | Osterreich         | 07/2022          | SK Rapid Wien               |
| 18             | Lukas Schweighofer   | 27.10.2006   | Osterreich         | 07/2025          | WSG Tirol II                |
| 20             | Benjamin Böckle      | 17.06.2002   | Osterreich         | 07/2025          | SK Rapid Wien (Leihe)       |
| 23             | Marco Boras          | 28.09.2001   | Kroatien           | 07/2025          | NK Slaven Belupo Koprivnica |
| 27             | David Jaunegg        | 28.02.2003   | Osterreich         | 07/2022          | WSG Tirol II                |
| 28             | Thomas Geris         | 16.10.2002   | Osterreich         | 07/2022          | WSG Tirol II                |
| 31             | Michael Neuner       | 12.10.2006   | Osterreich         | 07/2025          | WSG Tirol II                |
| Mittelfeld     |                      |              |                    |                  |                             |
| 04             | Valentino Müller     | 19.01.1999   | Osterreich         | 07/2021          | LASK                        |
| 15             | Mazou Bambara        | 29.07.2005   | Burkina Faso       | 09/2024          | SC Majestic                 |
| 17             | Johannes Naschberger | 25.01.2000   | Osterreich         | 08/2020          | SV Wörgl                    |
| 22             | David Falkner        | 10.06.2007   | Osterreich         | 07/2025          | AKA Tirol                   |
| 30             | Matthäus Taferner    | 30.01.2001   | Osterreich         | 08/2023          | Wolfsberger AC              |
| 32             | Raphael Gschösser    | 20.04.2006   | Osterreich         | 07/2025          | WSG Tirol II                |
| 33             | Florian Rieder       | 16.05.1996   | Osterreich         | 08/2024          | Wolfsberger AC              |
| 37             | Moritz Wels          | 25.09.2004   | Osterreich         | 07/2025          | FK Austria Wien (Leihe)     |
| Angriff        |                      |              |                    |                  |                             |
| 07             | Quincy Butler        | 01.09.2001   | Vereinigte Staaten | 07/2024          | TSG 1899 Hoffenheim II      |
| 08             | Mahamadou Diarra     | 30.11.2003   | Mali               | 08/2023          | Stade Malien                |
| 09             | Ademola Ola-Adebomi  | 03.09.2003   | England            | 07/2025          | Crystal Palace              |
| 10             | Thomas Sabitzer      | 12.10.2000   | Osterreich         | 07/2025          | Wolfsberger AC              |
| 11             | Tobias Anselm        | 24.02.2000   | Osterreich         | 07/2024          | LASK                        |
| 16             | Lukas Hinterseer     | 28.03.1991   | Osterreich         | 07/2024          | Hansa Rostock               |
| 19             | Christian Huetz      | 03.07.2006   | Osterreich         | 04/2025          | WSG Tirol II                |
| 21             | Yannick Vötter       | 17.12.2004   | Osterreich         | 07/2023          | WSG Tirol II                |

### Transfers
Stand: 14. August 2025
| Zugänge | Abgänge |
| Sommer 2025 | Sommer 2025 |
| --- | --- |
| - Benjamin Böckle (SK Rapid Wien, Leihe) - Marco Boras (NK Slaven Belupo Koprivnica) - David Falkner (AKA Tirol) - Ademola Ola-Adebomi (Crystal Palace) - Thomas Sabitzer (Wolfsberger AC) - Moritz Wels (FK Austria Wien, Leihe) | - Renato Babić (SK St. Johann) - Bror Blume (Lyngby BK) - Mathew Collins (SV Austria Salzburg) - Jonas David (SSV Ulm 1846) - Osarenren Okungbowa (First Vienna FC) - Alexander Ranacher (SK Austria Klagenfurt) - Stefan Skrbo (Spartak Trnava) - Cem Üstündag (Kasımpaşa Istanbul) - Lennart Czyborra (CFC Genua, Leih-Ende) |

## Zweite Mannschaft
Die zweite Herrenmannschaft der WSG Tirol spielt in der Regionalliga Tirol. Spielstätte ist ein Nebenplatz des Gernot-Langes-Stadions.

## Erfolge
- 7 Erstligasaisonen: 1968/69–1970/71, 2019/20–2022/23
- 2 × Österreichischer Zweitligameister: 1968 (Regionalliga West), 2019 (2. Liga)
- 7 × Österreichischer Drittligameister: 1953, 1976, 1977 (Tiroler Landesliga); 1989, 1995, 1999, 2003, 2012, 2016 (Regionalliga West)

## Europapokalbilanz
| Saison | Wettbewerb    | Runde        | Gegner               | Gesamt | Hin     | Rück    |
| ------ | ------------- | ------------ | -------------------- | ------ | ------- | ------- |
| 1970   | Intertoto-Cup | Gruppenphase | TJ Baník Ostrava OKD | 0:3    | 0:2 (H) | 0:1 (A) |
| 1970   | Intertoto-Cup | Gruppenphase | Gwardia Warschau     | 1:8    | 1:5 (H) | 0:3 (A) |
| 1970   | Intertoto-Cup | Gruppenphase | Aalborg BK           | 8:4    | 5:2 (H) | 3:2 (A) |

Gesamtbilanz: 6 Spiele, 2 Siege, 4 Niederlagen, 9:15 Tore (Tordifferenz −6)